# دستگاه تناسلی
دستگاه تولیدمثل یا دستگاه زادآوری (به انگلیسی: Reproductive system)، که با نام‌های دستگاه تناسلی یا سیستم ژِنیتال نیز شناخته می‌شود، یکی از دستگاه‌های بدن جانوران است که مسئول تولید مثل و حفظ بقای نسل است. این دستگاه در گونه‌های مختلف، از جمله پستانداران، گیاهان، و حشرات، ساختار و عملکرد متفاوتی دارد.  

## ساختار و عملکرد در پستانداران

### دستگاه تولیدمثل نر
دستگاه تولیدمثل نر در پستانداران شامل اجزای زیر است:  
- بخش بیرونی:

```
 - 
آلت تناسلی مردانه
: عضو انتقال دهنده اسپرم.  
 - 
بیضه‌ها
: تولید 
اسپرم
 و ترشح 
تستوسترون
.  
```

- بخش درونی:

```
 - 
اپیدیدیم
: ذخیره و بلوغ اسپرم.  
 - 
واز دفرنس
: انتقال اسپرم به مجرای ادرار.  
 - 
غده پروستات
 و 
غدد وزیکول سمینال
: ترشح مایع منی.
```

### دستگاه تولیدمثل ماده
دستگاه تولیدمقل ماده شامل:  
- بخش بیرونی (فرج):

```
 - 
لبه بزرگ
 و 
لبه کوچک
: محافظت از ورودی واژن.  
 - 
کلیتوریس
: حساس به تحریک جنسی.  
```

- بخش درونی:

```
 - 
واژن
: محل ورود اسپرم.  
 - 
رحم
: محل رشد جنین.  
 - 
تخمدان
: تولید 
تخمک
 و ترشح 
استروژن
 و 
پروژسترون
.  
 - 
لوله فالوپ
: انتقال تخمک به رحم.  
```

## تنظیم هورمونی
فرایندهای تولیدمثل توسط هورمون‌هایی نظیر LH، FSH، تستوسترون، و استروژن کنترل می‌شوند. این هورمون‌ها چرخه‌های قاعدگی و اسپرماتوژنز را تنظیم می‌کنند.

## تولیدمثل در گیاهان
در گیاهان، تناوب نسل شامل دو فاز هاپلوئید (گامتوفیت) و دیپلوئید (اسپوروفیت) است. به عنوان مثال، در سرخس ها، اسپوروفیت دیپلوئید از طریق میوز هاگ تولید می‌کند که به گامتوفیت هاپلوئید تبدیل می‌شود. این گامتوفیت سپس گامت‌ها را تشکیل می‌دهد که با لقاح، اسپوروفیت جدیدی ایجاد می‌کند.

## بیماری‌ها و اختلالات شایع
- در مردان:

```
 - 
ناباروری
 ناشی از کمبود اسپرم.  
 - 
BPH
.  
```

- در زنان:

```
 - 
PCOS
.  
 - 
اندومتریوز
.  
```

- مشترک: بیماری‌های مقاربتی مانند اچآیوی و سوزاک.

## تصاویر

دستگاه تولیدمثل در زنان